# Постерштайн
Постерштайн (нім. Posterstein) — громада в Німеччині, розташована в землі Тюрингія. Входить до складу району Альтенбургер-Ланд. Складова частина об'єднання громад Оберес-Шпроттенталь.
Площа — 5,53 км2. Населення становить 460 ос. (станом на 31 грудня 2021).

## Галерея

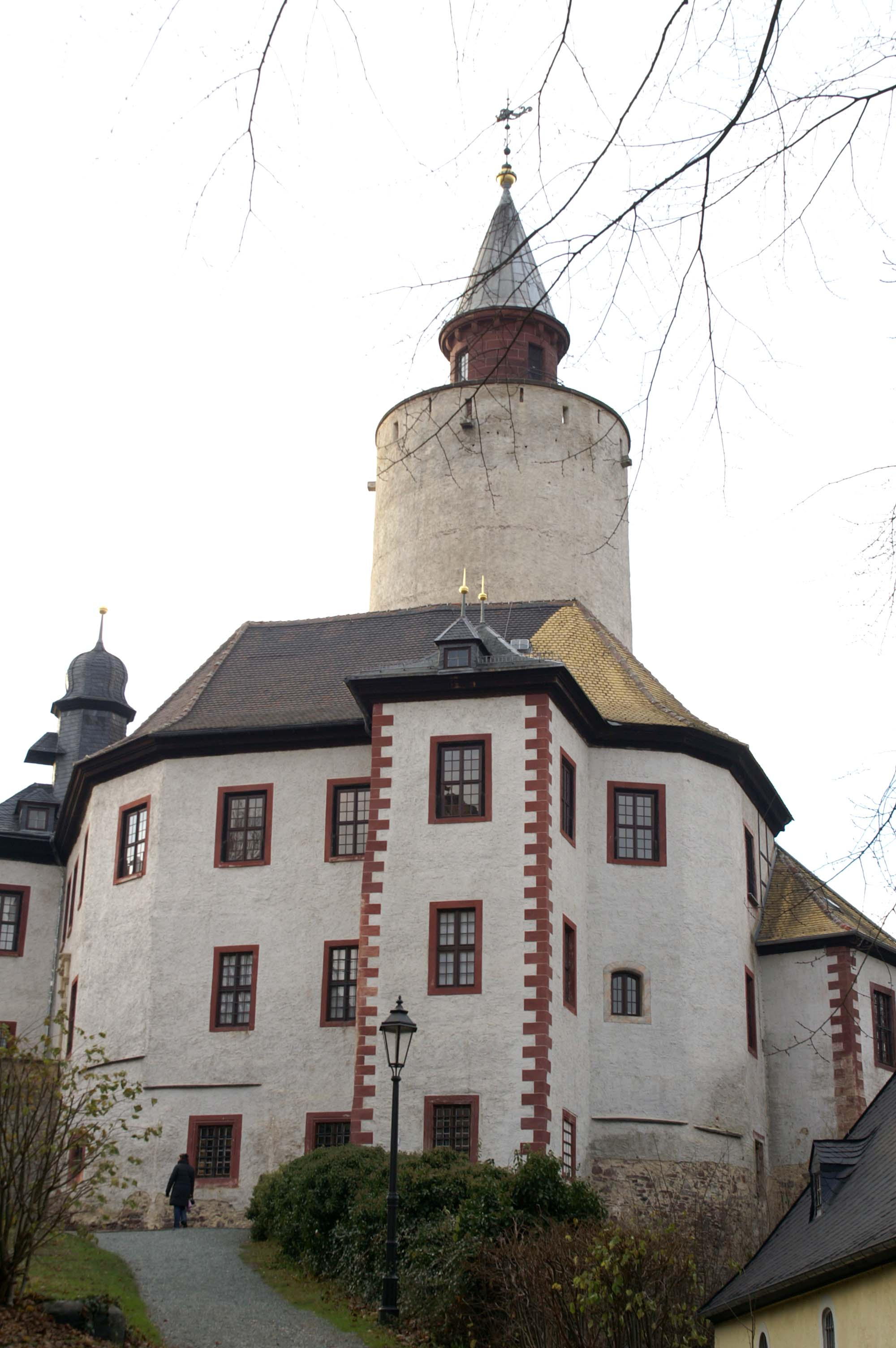
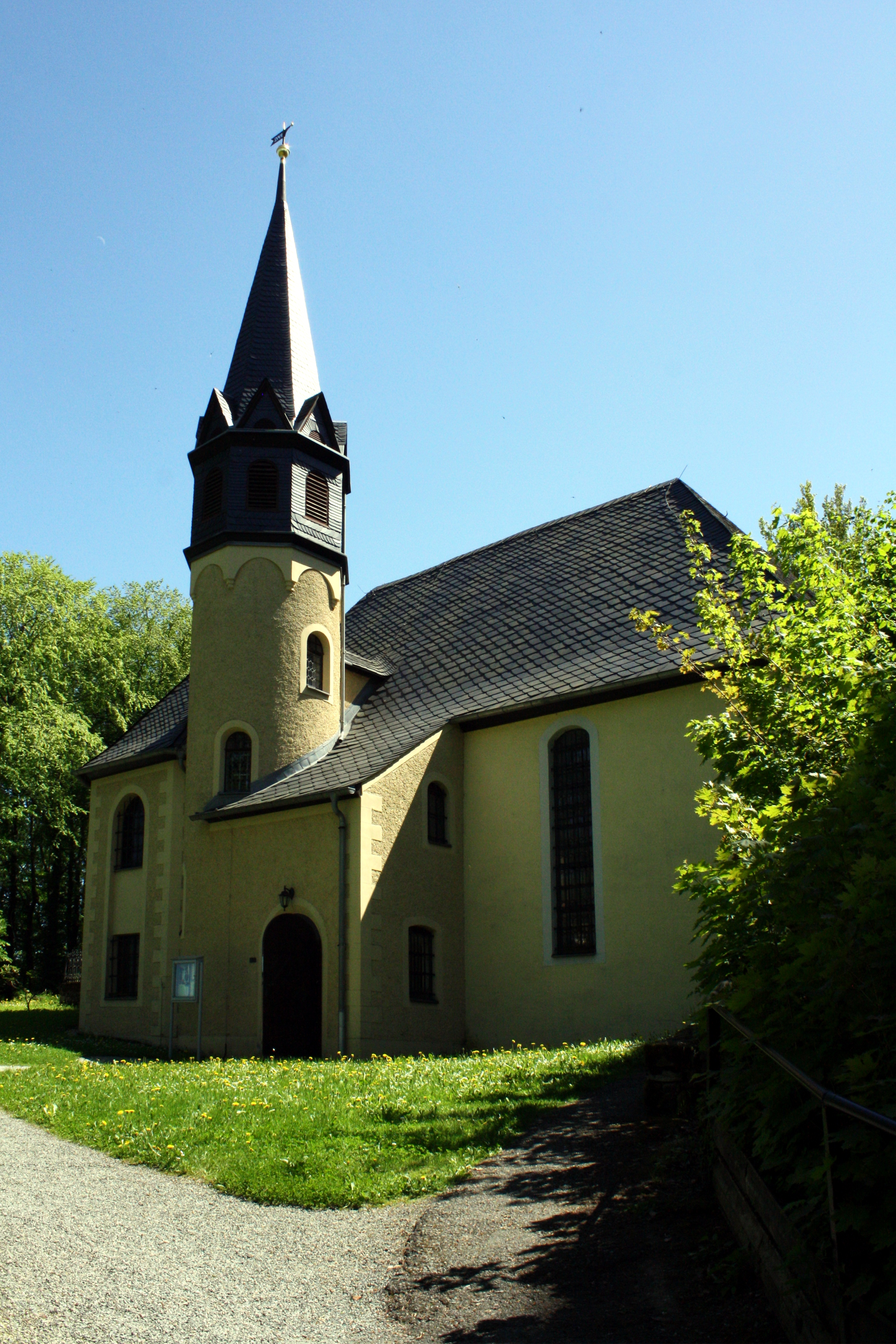